# José María de Areilza
José María de Areilza y Martínez de Rodas, Comte de Motrico (Portugalete, 3 d'agost de 1909 - Madrid, 22 de febrer de 1998), fou un polític i diplomàtic espanyol.

## Biografia
Era fill del Doctor Enrique de Areilza i de la Comtessa de Rodas. Casat amb María de las Mercedes de Churruca y Zubiría, IV comtessa de Motrico.
Va estudiar Dret a la Universitat de Salamanca i Enginyeria a Bilbao, i durant la joventut va practicar l'esport, assolint el campionat d'espanya de rem el 1929. Des de la seva joventut va ser membre de la Unió Monàrquica de Biscaia i fou candidat de Renovación Española Congrés per Biscaia a les eleccions generals espanyoles de 1933. Amic personal de Ramiro Ledesma Ramos i d'Onésimo Redondo, va ajudar a la fusió de Falange Española i les JONS. El 1935 assistí a Roma al matrimoni de Joan d'Espanya com a representant dels monàrquics biscaïns.
Fou novament candidat de Renovación Española per Bilbao a les eleccions generals espanyoles de 1936, però tampoc fou escollit. En els preparatius del cop d'estat del 18 de juliol de 1936 fou l'enllaç del general Emilio Mola a Bilbao. En esclatar la Guerra civil espanyola aconsegueix fugir cap a Mungia i Orozko fins a assolir passar al bàndol nacional. alhora que és condemnat a mort a la zona republicana. Durant 1937 va recórrer Burgos, Valladolid i Salamanca per tal d'unificar els sectors falangistes i carlins i formar les noves FET de las JONS. Va ser nomenat alcalde de Bilbao després de l'ocupació de la ciutat per les tropes nacionals el 21 d'abril de 1937. Deixà el càrrec quan fou nomenat Cap Nacional del Servei d'Ensenyament Professional i Tècnic el 24 de febrer de 1938.
Després fou nomenat director general del recent creat Ministeri d'Indústria fins a 1940. El 1941 va compondre amb Fernando María Castiella Reivindicaciones españolas, que suposa la síntesi de les ambicions imperialistes del nou règim franquista en el marc de l'ordre mundial que aleshores era dominat pel Tercer Reich.
Fou Procurador en Corts per la seva condició de Consejero Nacional del Movimiento designació directa del Cap d'Estat durant la II Legislatura de lae Corts Espanyoles (1946-1949), Repetí ambdós càrrecs en la III Legislatura de les Corts Espanyoles (1949-1952),
IV Legislatura de les Corts Espanyoles (1952-1955), i V Legislatura de les Corts Espanyoles (1955-1958),
Posteriorment va ser nomenat ambaixador a l'Argentina (1947-50), Estats Units (1954-60) i França (1960-64). Va dimitir com ambaixador a París per discrepàncies amb el règim franquista i va ser nomenat el 1964 Secretari del Consell Privat de Joan de Borbó. El 1966 va ser escollit membre de la Reial Acadèmia de Ciències Morals i Polítiques. Per decisió del Rei Joan Carles I, qui el considerava un home lleial a la monarquia i experimentat en política internacional, Carlos Arias Navarro el va nomenar Ministre d'Afers Exteriors en el primer Govern de la monarquia el 15 de desembre de 1975, consagrant la seva tasca a l'acceptació de la monarquia i el seu projecte de canvi democràtic en l'àmbit internacional.
Al costat de Manuel Fraga Iribarne, Areilza va ser un dels "homes forts" d'aquest primer govern de la monarquia. Va fundar al costat de Pío Cabanillas el 1976 el primer Partit Popular, integrat després en la UCD, que va abandonar per les seves desavinences amb Adolfo Suárez. A les eleccions generals espanyoles de 1979 fou escollit diputat per la llavors Coalició Democràtica, creada un any abans per Manuel Fraga Iribarne. El 1981 va ser nomenat president de l'Assemblea Parlamentària del Consell d'Europa.
Es va presentar a les eleccions generals espanyoles de 1982 amb la UCD i va ser nomenat el 1987 membre de la Reial Acadèmia Espanyola de la Llengua. Se'l considera un dels artífexs de la Transició Espanyola.

## Obres
- Reivindicaciones de España (1941)
- Así los he visto (1974)
- Diario de un ministro de la monarquía (1977)
- Cuadernos de la transición (1983)
- Crónica de la libertad 1975-85 (1985)
- La Europa que queremos (1986)
- A lo largo del siglo 1909-91 (1992)